# Iztacalco

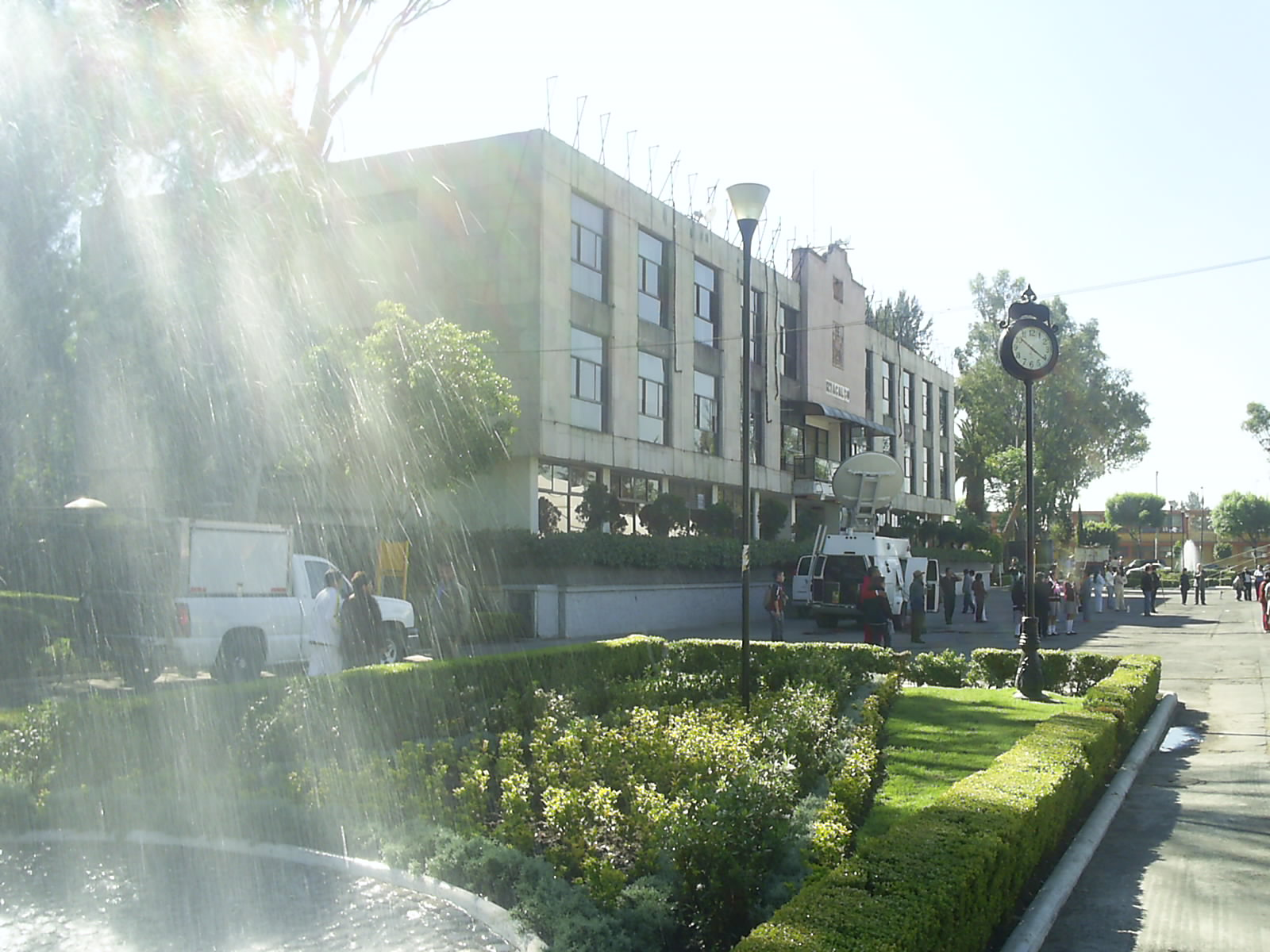
Instalaciones de la Alcaldía Iztacalco

Iztacalco es una de las dieciséis demarcaciones territoriales de la Ciudad de México. Localizada en la zona centro-oriente-sur de la Ciudad de México, limita al norte con las demarcaciones territoriales de Venustiano Carranza y Cuauhtémoc, al poniente con Benito Juárez, al sur con Iztapalapa y al oriente con el municipio de Nezahualcóyotl en el Estado de México. Es la demarcación más pequeña de las dieciséis que comparten el territorio capitalino, con apenas 23.3 kilómetros cuadrados que albergan una población cercana a los 400 mil habitantes.
El edificio de la alcaldía se encuentra en la colonia Gabriel Ramos Millán. Iztacalco alberga el complejo de la Ciudad Deportiva Magdalena Mixiuhca, que incluye al Estadio GNP Seguros (antes Foro Sol), el estadio Alfredo Harp Helú y el Autódromo Hermanos Rodríguez.

## Toponimia
Como en el caso de otros topónimos prehispánicos, la palabra Iztacalco tiene múltiples interpretaciones. La más aceptada de ellas es En la casa de la sal (náhuatl: íztatl = sal; calli = casa; y -co = sufijo de lugar). Otras interpretaciones sugieren que el nombre de Iztacalco significa Lugar de casas blancas (náhuatl: íztac = blanco; calli = casa; -co = lugar). Antiguamente, Iztacalco se escribía con x en lugar de z, pero a partir de la segunda mitad del siglo XX se popularizó la escritura con la segunda grafía, y es la que se emplea oficialmente.
Iztacalco se identifica por un emblema que representa una casa al estilo de los códices mexicas. En su techo hay un sol que irradia su luz sobre la casa. En el interior de ella hay un grano de sal y sobre la sal, dos glifos que representan sendas gotas de lluvia. Durante la década de 1980, este emblema era contenido por un escudo de color naranja, pero a partir de 1997, el escudo fue sustituido por un círculo y el emblema fue rediseñado, aunque incluye los mismos elementos.
Orígenes y glifo de Iztacalco En diferentes códices, elaborados todos después de la Conquista, se halla plasmada la historia antigua de Iztacalco, historia que se remonta a hace alrededor de setecientos años, cuando los mexicas se establecieron en uno de los treinta y un islotes del lago de Texcoco.
En los últimos códices que se elaboraron se mezcló la representación pictográfica con leyendas -escritos- en náhuatl y en español.
A partir de estos documentos trazados con maestría sabemos que el nombre de Iztacalco está íntimamente ligado al proceso de obtención de sal de las aguas salobres del lago de Texcoco, con un filtro de tierra y calor; el mismo procedimiento fue utilizado en la comunidad aún a principios del siglo XX.
El códice Mendocino fue elaborado por el maestro pintor indígena Francisco Gualpuyoguálcal. Este códice fue enviado por el primer virrey de la Nueva España, don Antonio de Mendoza, a Carlos V. En este documento se detalla la historia, tributos y costumbres de los mexicas después de la fundación de Tenochtitlan hasta el reinado de Moctezuma II.
Del códice Mendocino se tomó el símbolo que sirve ahora de emblema de la delegación. Se trata justamente de una casa con uno de estos filtros, en donde los granos son representados por puntos negros, mientras que de la parte superior brotan volutas de vapor y abajo se acumula el agua filtrada en una vasija.
Otros códices en los que aparece también Iztacalco son el Códice Aubin o códice de 1576, el Códice Osuma, el Códice Xólotl, el Códice Florentino, el Códice Azcatitlan, el Códice Cozcatzin, el Códice Boturini -el símbolo de Iztacalco también representa un filtro, con la casa significada de frente o de perfil y la presencia constante de los puntos negros que significan la sal, por lo que puede concluirse que el significado correcto del nombre sería aproximadamente el de "casas de la sal" o "en la casa de la sal", definición que apoyan autores como Manuel Orozco y Berra, Fray Diego Durán, Antonio Peñafiel, Cecilio Robelo y Luis Cabrera.
En el Códice Xólotl, una de las fuentes más importantes de historia prehispánica, Iztacalco, Zacatlalmanco y Mixiuhca son señalados como unos de los últimos lugares que tocó la peregrinación de los aztecas en su búsqueda de la tierra prometida, después de pasar por Chapultepec, Culhuacan, Iztapalapa, Mexicaltzingo y Huexotla.
En la misma lámina se ve también la presencia de un canal o río, que es probablemente el lugar donde se unían los lagos de Chalco y Texcoco, y que más tarde correspondería a la Acequia Real, conocida más recientemente como canal de la Viga. En otra de las láminas el señor de Iztacalco lleva una vara en la mano, simbolizando su vasallaje ante el gobernante de Texcoco, Ixtlixóchitl.
Este códice, compuesto a mediados del siglo XVI, narra la historia del imperio chichimeca, desde Xólotl hasta Nezahualcóyotl.
Aquí el glifo de Iztacalco se representa con una casa de perfil con dos puntos concéntricos debajo significado la sal.
El Códice Osunta tuvo en su tiempo un valor contencioso, pero a nosotros nos aporta además valiosa información histórica: fue elaborado como parte de un proceso de averiguaciones encargado por Felipe II al visitador Jerónimo Valderrama entre 1563 y 1566, para aclarar ciertas reclamaciones hechas en contra de las autoridades virreinales.
Entre los funcionarios acusados estaba el oidor Vasco de Puga, a quien los de Iztacalco acusaban de no entregar su tributo, de no pagar la pastura de sus caballos que mantenía en la estancia de Iztacalco y de maltratar a los indios y a sus autoridades.
Iztacalco aparece también en el mapa de Sigüenza, que se conserva en el Museo Nacional de Antropología; este códice contiene la historia tradicional mexica, y también se le conoce como "Mapa jeroglífico de la Peregrinación de los aztecas". Desde Iztacalco, representado como una casa con dos círculos concéntricos en la parte superior, parte el camino hacia Mixiuhcan, el último sitio en el que se detuvieron los aztecas antes de fundar Tenochtitlan.
Como ya se mencionó, otros códices referentes a la historia azteca son el Aubin y el Azcatitlan. El primero, llamado así por haber pertenecido al francés Joseph Aubin, fue elaborado en papel europeo y escrito en una mezcla de castellano y glifos ideográficos.
En él, como en el Códice Azcatitlan, se menciona asimismo la presencia azteca en Pantitlán, lugar en el que alguna vez hubo un enorme remolino o sumidero, representado claramente a su vez en el códice Florentino como un sitio señalado con banderas en donde se rendía tributo a Tláloc y a su esposa, la diosa Chalchiutlicue.
Por último, el códice Cozcatzin, de 1535, y el códice de Santa Anita Zacatlalmanco que se encuentran en el Museo del Hombre, en París tienen un valor referencial, pues se presentaron como pruebas en distintos pleitos de tierras.

## Geografía
Es la delegación más pequeña de la Ciudad de México. Los poco más de 23 km² que conforman su territorio se localizan casi íntegramente en el vaso desecado de lo que fue el Lago de Texcoco. La excepción la constituyen los islotes en los que se fundaron antiguos pueblos prehispánicos que vivieron del cultivo de las chinampas. De esta suerte, en el pequeño territorio iztacalquense no existe ninguna elevación importante del terreno, que se eleva a unos 2 mil 250 metros sobre el nivel del mar.
Como el resto de la Ciudad de México, Iztacalco pertenece a la provincia geológica de Lagos y Volcanes de Anáhuac. Forma parte de dos sistemas topográficos: la mayor parte del territorio corresponde a una llanura lacustre, y solo una pequeña sección al sureste, en el límite con Iztapalapa, es una llanura lacustre salina. Su suelo tuvo origen en la actividad geológica del cenozoico cuaternario, por lo que se trata de un territorio sumamente reciente en términos de la historia geológica del planeta.
En lo que respecta al clima de la delegación, la mayor parte de ella forma parte de una zona de clima semiseco templado. Solo la parte suroeste --en el límite con Iztapalapa y Benito Juárez-- tiene un clima templado subhúmedo con lluvias en verano. Iztacalco se encuentra en la zona más seca de la Ciudad de México. El promedio de lluvia anual no rebasa los 600 mm. Solo una pequeña porción al poniente de su territorio presenta un promedio de entre 600 y 700 mm. anuales.
El lago que cubría la mayor parte de su superficie fue primero reducido a canales por acción de las obras de drenaje emprendidas desde el siglo XVIII, y luego las corrientes de agua superficiales fueron entubadas. Actualmente, los ríos Churubusco y Río de la Piedad, que forman los límites oriente y norte de Iztacalco, son grandes avenidas que fueron construidas en la década de 1950 sobre el lecho de los ríos. Estos transportan las aguas de las laderas del poniente de la Ciudad de México hacia el lago Nabor Carrillo, y de ahí, a la cuenca del Tula.En 1849 un hombre emprendedor y entusiasta de aquella época Don Mariano Ayllón invirtió toda su fortuna en el proyecto y obtuvo la concesión para construir un cauce fluvial navegable a través del ya existente Canal de la Viga, que iniciaba en la Garita de La Viga, cuya localización actual sería en el cruce de la avenida Morelos, Eje 3 Sur, con la actual Calzada de la Viga, y terminaba en lo que era entonces el grandioso Lago de Xochimilco, aún ligado con el de Chalco. Don Mariano dedicó gran parte de su vida a esta obra, no con mucho éxito, pues terminó muriendo en la miseria.
Se tuvo que dragar el canal y darle el ancho necesario en algunas partes y claro, también fue necesario aumentar la altura de los puentes que lo cruzaban, todo esto permitió que el primer "Vapor" denominado "La Esperanza" al igual que el simbólico verde de nuestra bandera patria, surcara el Canal de la Viga, mediante un poderoso motor de veinte caballos de fuerza el 21 de julio de 1850, en un primer viaje desde el embarcadero de la Garita de la Viga hasta el poblado de Chalco.
Iztacalco es una zona completamente urbanizada. Por lo tanto, los ecosistemas nativos han sido reemplazados por la capa asfáltica. La Ciudad Deportiva quedó como la única gran área verde en territorio de Iztacalco, pero fue reforestada con especies como el eucalipto y pinos de diversas clases.

### División territorial
Las colonias más ubicadas y conocidas en Iztacalco están la Agrícola Oriental, Agrícola Pantitlán, Granjas México y Santa Anita, siendo la primera la más grande y poblada de la demarcación, incluyendo en su albergamiento centros industriales con renombre internacional tales como la empresa Coca-Cola y la bicicletera Benotto.
Además también se encuentran las colonias Militar Marte, Reforma Iztaccíhuatl Norte, Reforma Iztaccíhuatl Sur y Viaducto Piedad, consideradas como fraccionamientos con un nivel socioeconómico alto y medio-alto en la Ciudad de México; todas ellas localizadas en la zona sur en colindancia con Benito Juárez (las tres primeras) y centro de la capital mexicana, (la última) limitando con Cuauhtémoc y Benito Juárez.
La delegación Iztacalco cuenta con 38 unidades territoriales:
- Pueblo de Iztacalco
  - Barrio La Asunción
  - Barrio Los Reyes
  - Paraje Tlazintla
  - Barrio San Miguel
  - Barrio San Francisco Xicaltongo
  - Barrio Santa Cruz
  - Barrio Santiago
  - Barrio San Sebastián Zapotla
- Pueblo Santa Anita Zacatlamanco Huehuetl
- Campamento 2 de Octubre
- Colonia San Pedro
- Colonia Agrícola Oriental
- Colonia Agrícola Pantitlán
- Colonia Carlos Zapata Vela
- Colonia Cuchilla Agrícola Oriental
- Colonia El Rodeo
- Colonia Gabriel Ramos Millán
- Colonia Gabriel Ramos Millán Sección Bramadero
- Colonia Gabriel Ramos Millán Sección Cuchilla
- Colonia Gabriel Ramos Millán Sección Tlacotal
- Colonia Ampliación Gabriel Ramos Millán
- Colonia Granjas México
- Colonia Infonavit Iztacalco
- Colonia Jardines TECMA
- Colonia Juventino Rosas
- Colonia Reforma Iztaccíhuatl Norte
- Colonia Reforma Iztaccíhuatl Sur
- Colonia La Cruz
- Colonia Los Picos de Iztacalco Sección 1 A
- Colonia Los Picos de Iztacalco Sección 1 B
- Colonia Los Picos de Iztacalco Sección 2 A
- Colonia INPI Picos
- Colonia Militar Marte
- Colonia Nueva Santa Anita
- Colonia Viaducto Piedad
- Ex-ejido La Magdalena Mixhuca
- Fraccionamiento Coyuya

## Historia

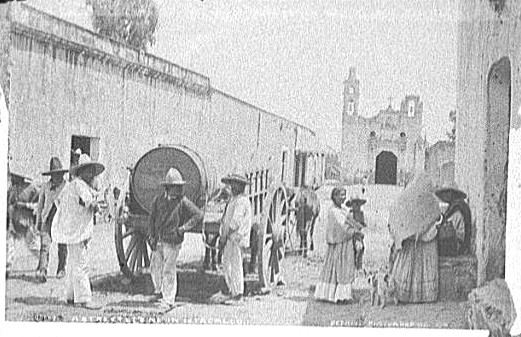
Una escena callejera en Iztacalco,.

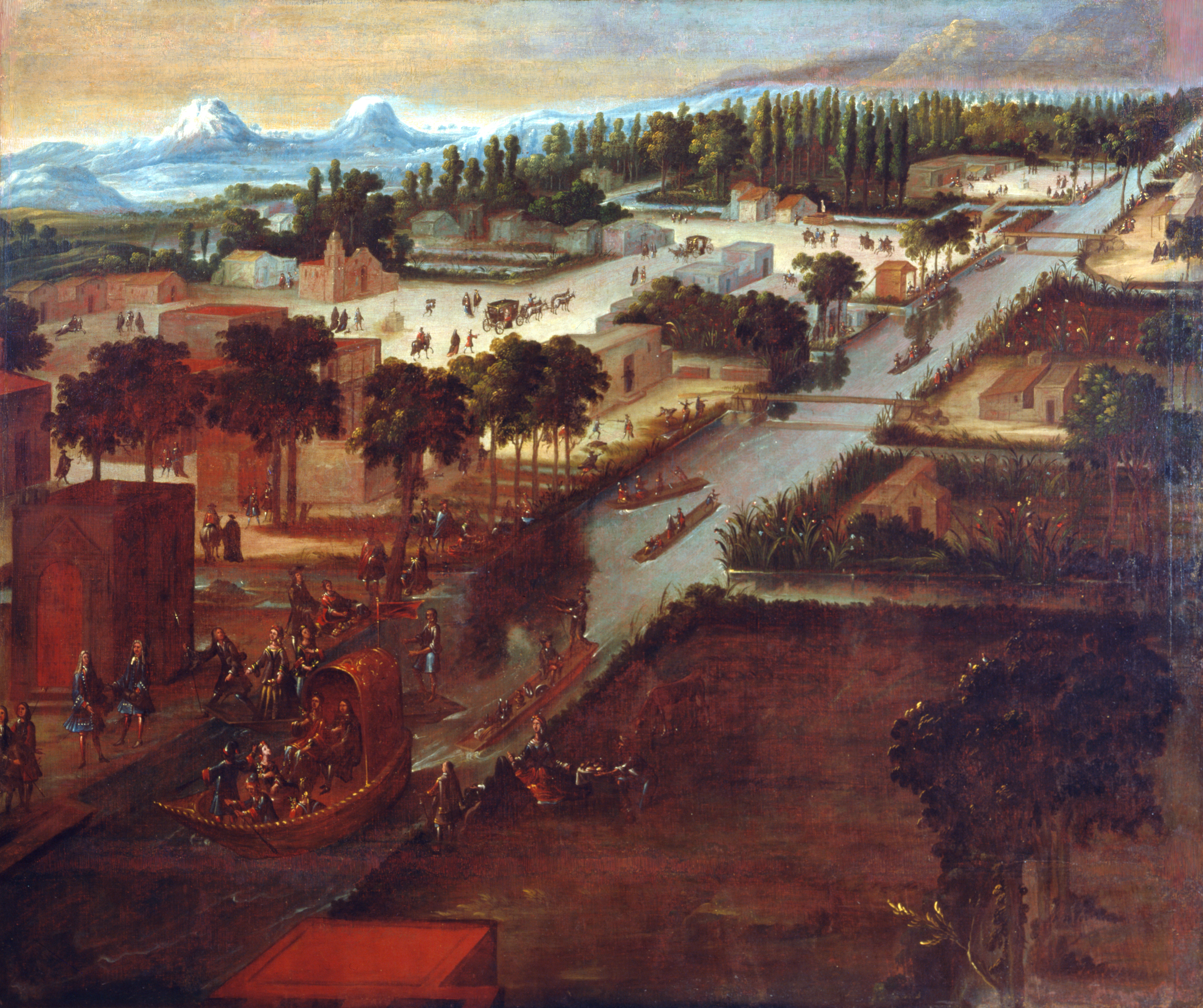
Pedro Villegas. "Paseo de la Viga con la iglesia de Iztacalco (Paseo del virrey don José Sarmiento y Valladares, conde de Moctezuma, por el Canal de la Viga)". 1706, México, óleo sobre lienzo.

Pueblo, república de indios, parcialidad, estancia, municipio, ayuntamiento, departamento: Iztacalco ha conocido muchas formas de administración a lo largo de casi siete siglos de una historia que ha ido siempre de la mano con la historia de la Ciudad de México.
Debido a su posición en medio de la laguna de Texcoco, el territorio de Iztacalco fue ocupado tardíamente, en comparación con otras partes del Distrito Federal. Sus primeros habitantes estaban relacionados con las tareas de extracción de sal de las aguas de Texcoco. Esto puede observarse en el mismo emblema delegacional, que es una copia del glifo que aparece en el códice Mendocino. En él, Iztacalco aparece representado una casa con un filtro para la separación del agua y el mineral.
Se supone que fue uno de los puntos finales que tocó la peregrinación de los mexicas en su camino a Tenochtitlan. Durante el período posclásico mesoamericano, Iztacalco fue un pueblo sometido al poder del señor de Texcoco, uno de los aliados de los mexicas en la Triple Alianza.

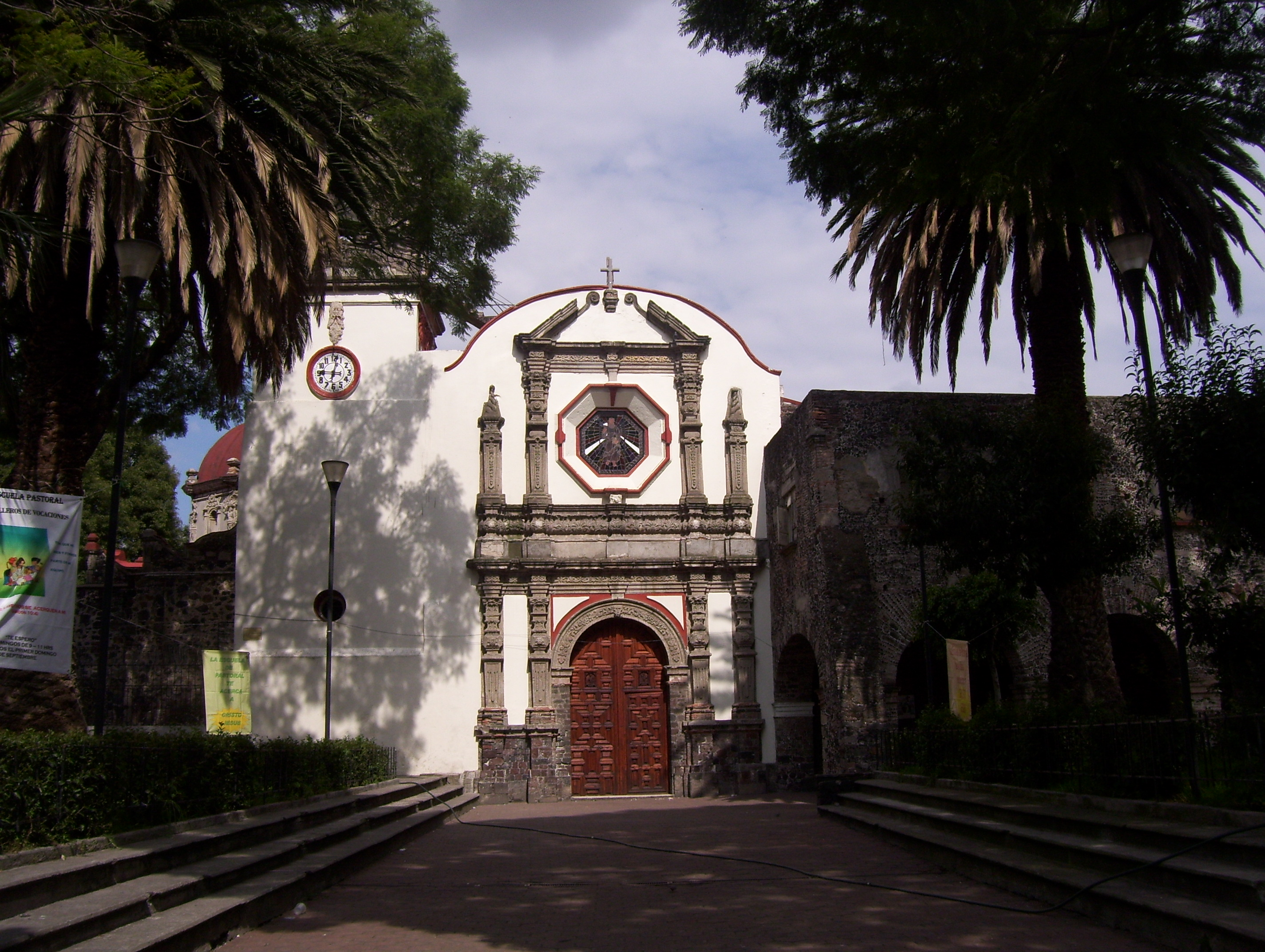
Templo y antiguo convento de San Matías Apóstol

Tras la caída de Tenochtitlan a manos de los españoles, el pueblo de Iztacalco fue ocupado por misioneros franciscanos, que fundaron en ese lugar, en medio del lago, un convento dedicado a San Matías. Debido a la escasa población del lugar, el número de religiosos en el convento era demasiado reducido. Además, solo hasta el siglo XVII se tienen los primeros registros de bautizos en la vicaría. Por esa misma época, la población del pueblo de Iztacalco no llegaba a las trescientas personas.

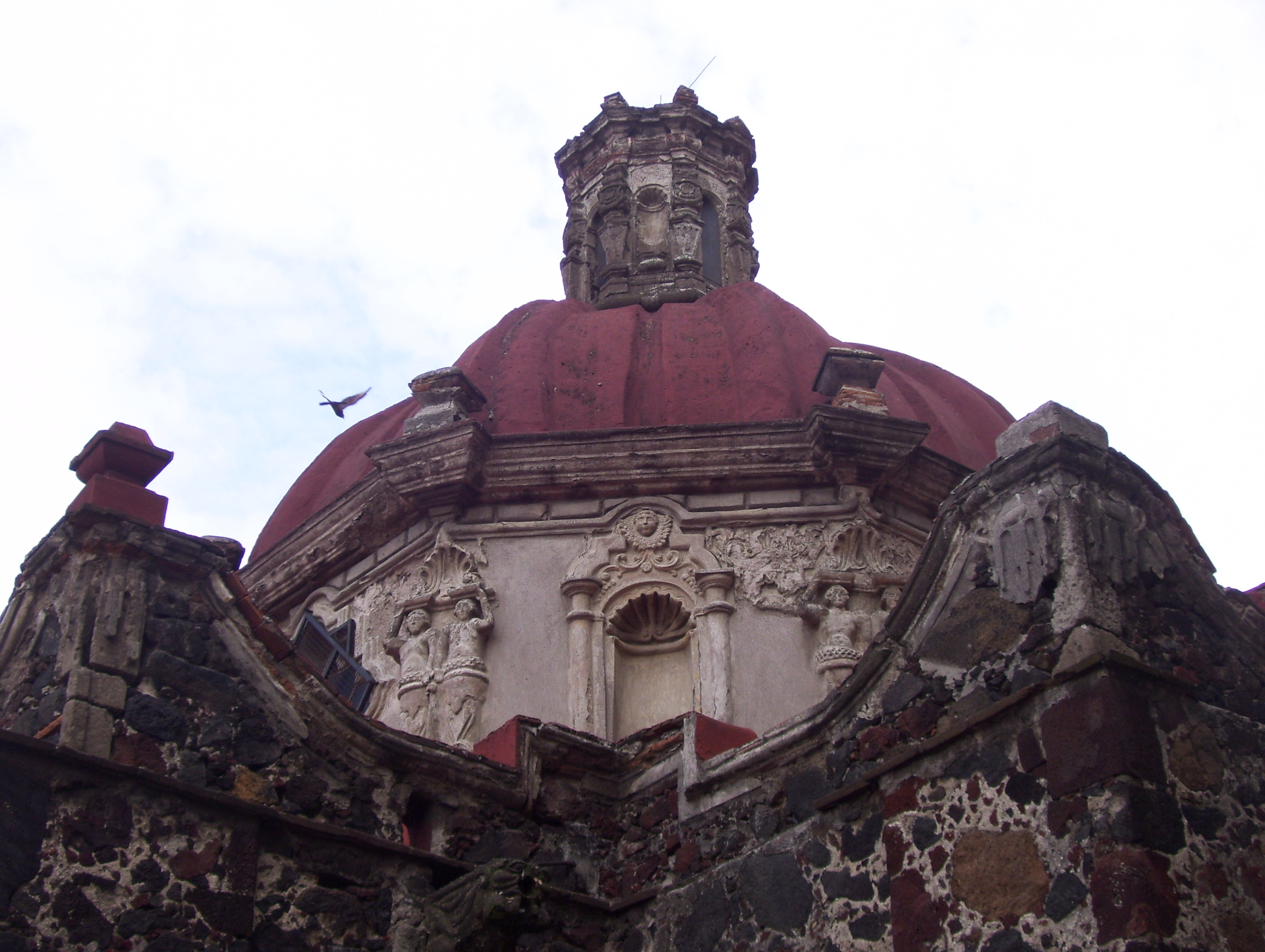
Detalle de la cúpula del Templo y antiguo convento de San Matías Apóstol

En 1850 se introdujo el primer barco de vapor en el valle de México. Este realizaba su recorrido a través del canal de La Viga desde la Ciudad de México hasta Xochimilco. Por esa misma época, Iztacalco y sus pueblos chinamperos se convirtieron en uno de los principales paseos para los habitantes de la ciudad. Se cuenta que el presidente Benito Juárez era muy ávido a pasear por los canales de Iztacalco, y que incluso en alguna ocasión estuvo a punto de morir en un accidente en el vapor que lo conducía por La Viga. En 1855, el territorio del Distrito Federal fue organizado en municipalidades. Una de ellas fue la que tuvo su cabecera en Iztacalco. Incluía los pueblos de Santa Anita Zacatlamanco, Iztacalco y sus ocho barrios; así como varios que actualmente pertenecen al territorio de Iztapalapa (Aculco, Atlazolpa, Nextipac) y Benito Juárez (Zacahuitzco). A finales del siglo XIX, Iztacalco pasó a depender de la municipalidad de Tlalpan, y contaba para entonces con unos 2 mil 800 habitantes en sus barrios, rancherías y pueblos.

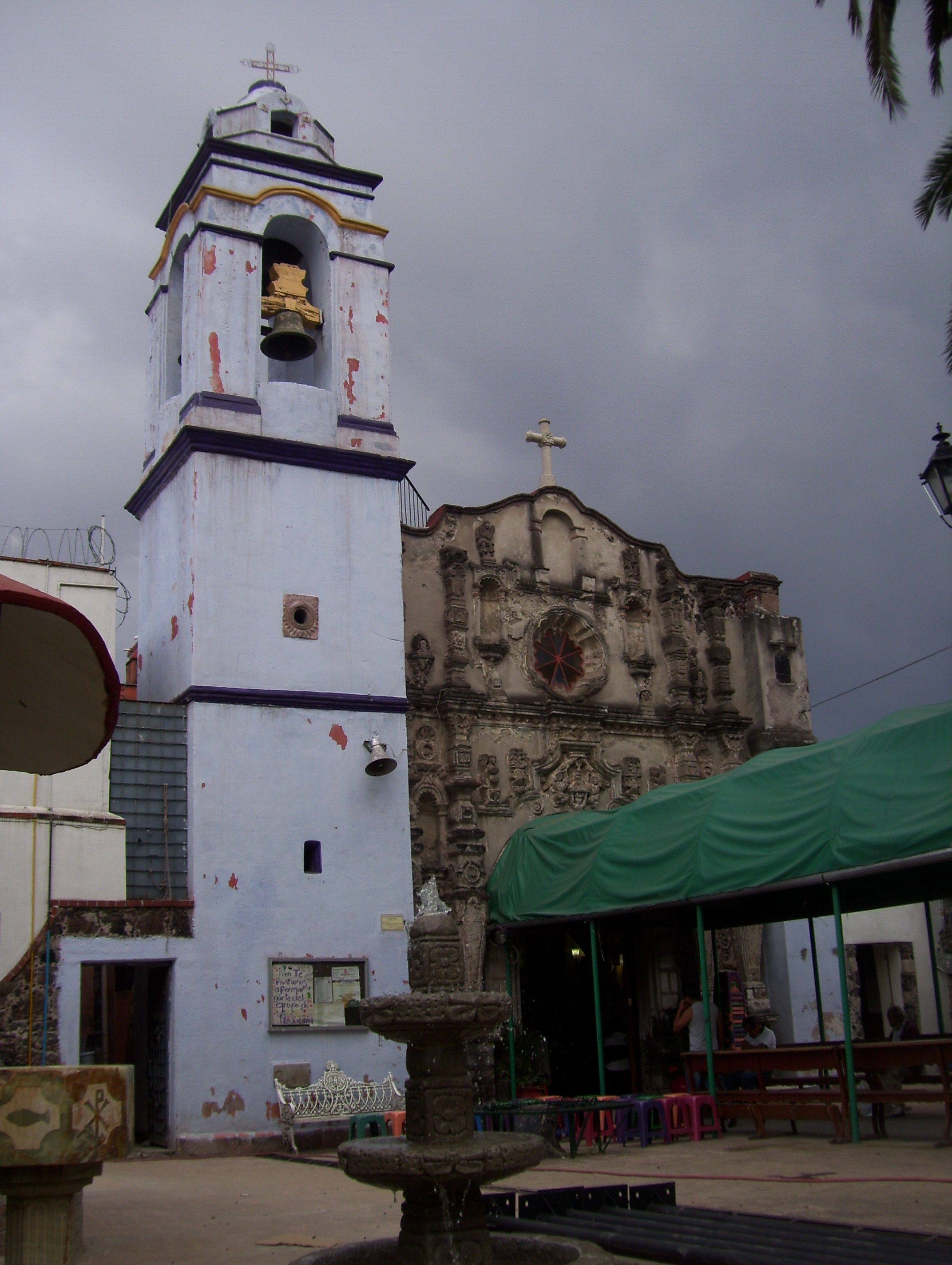
Parroquia de Santa Anita Zacatlalmanco Huehuetl

Durante el siglo XIX, Iztacalco fue un punto estratégico en el tránsito entre los pueblos ribereños del lago de Xochimilco y la Ciudad de México. A través de sus canales se transportaban los productos agrícolas de Iztapalapa, Tláhuac, Chalco, Xochimilco, Mixquic y Milpa Alta. A ellos se sumaban los propios de la chinampería iztacalquense. En Zacatlamanco existía un embarcadero de trajineras y en torno a él se formaba un mercado donde se vendía toda clase de hortalizas.
Al inicio del siglo XX, la imagen de Iztacalco y sus pueblos seguía siendo la de una zona rural, rodeada de huertos de flores y verduras. Seguía siendo también uno de los paseos principales del Distrito Federal, aunque comenzaba a ser desplazado por otras zonas del suroeste como Mixcoac y San Ángel. En la década de 1930 el canal de La Viga fue cegado, en la actualidad ya no existen los canales de navegación por donde pasaban las canoas con producto agrícolas para la Ciudad de México con lo que la actividad en la chinampería llegó a su fin al privársele del agua necesaria para su cultivo. Sobre los canales de Iztacalco fueron construidas numerosas avenidas que hoy forman parte de la red vial primaria de la Ciudad de México. Las primeras industrias se establecieron en Iztacalco hacia la mitad del siglo XX, cuando la delegación formaba parte de la periferia capitalina. Dada su cercanía al centro histórico, el territorio fue urbanizado tempranamente.

## Política
Como una de las demarcaciones territoriales de la Ciudad de México, los Iztacalquenses solo eligen a sus jefes de Gobierno desde el año 2000. Antes de esa fecha, los delegados fueron nombrados por los jefes de la administración pública en la capital mexicana. En la Asamblea Legislativa del Distrito Federal, Iztacalco es representado por dos diputados. En el Congreso de la Unión lo representa un diputado. Desde que en 1997 los capitalinos eligen a sus representantes populares y a los jefes de la administración local, las elecciones han sido dominadas por el Partido de la Revolución Democrática, que en esta demarcación ha obtenido los triunfos en la elección a jefe delegacional en 2000, 2003, 2006 y 2009.

### Jefes Delegacionales
- Diana Bernal Ladrón de Guevara (16 de diciembre de 1997 - 31 de marzo de 2000)
- Ricardo Ruiz Suárez (26 de abril de 2000 - 30 de septiembre de 2000)
- Margarita Elena Tapia Fonllem (1 de octubre de 2000 - 30 de septiembre de 2003)
- Armando Quintero Martínez (1 de octubre de 2003 - 30 de septiembre de 2006)
- Erasto Ensástiga Santiago (1 de octubre de 2006 - 17 de febrero de 2009)[9]
- Fernando Rosique Castillo (6 de mayo de 2009 - 30 de septiembre de 2009)[10]
- Francisco Sánchez Cervantes (1 de octubre de 2009 - 30 de septiembre de 2012)[11]
- Elizabeth Mateos Hernández (1 de octubre de 2012-diciembre de 2014)
- Aurelio Alfredo Reyes García (enero de 2015-30 de septiembre de 2015)
- Carlos Estrada Meraz (1 de octubre de 2015 - marzo 2018)
- Aurelio Alfredo Reyes García (abril 2018 - 30 de septiembre de 2018)

### Alcaldes
- Armando Quintero Martínez (1 de octubre de 2018 - 30 de septiembre de 2024)
- Lourdes Paz Reyes (1 de octubre de 2024 - )

## Infraestructura

### Servicios culturales

#### Bibliotecas
Iztacalco cuenta con once bibliotecas dependientes de la alcaldía de Iztacalco. Son de dimensiones modestas y sirven principalmente la demanda de los estudiantes de niveles básicos de la demarcación.
La más grande de ellas es la Biblioteca Central, localizada cerca del edificio sede de la alcaldía. Esta biblioteca, sin embargo no se compara con la de UPIICSA, aunque el acervo de la biblioteca politécnica es demasiado especializado.

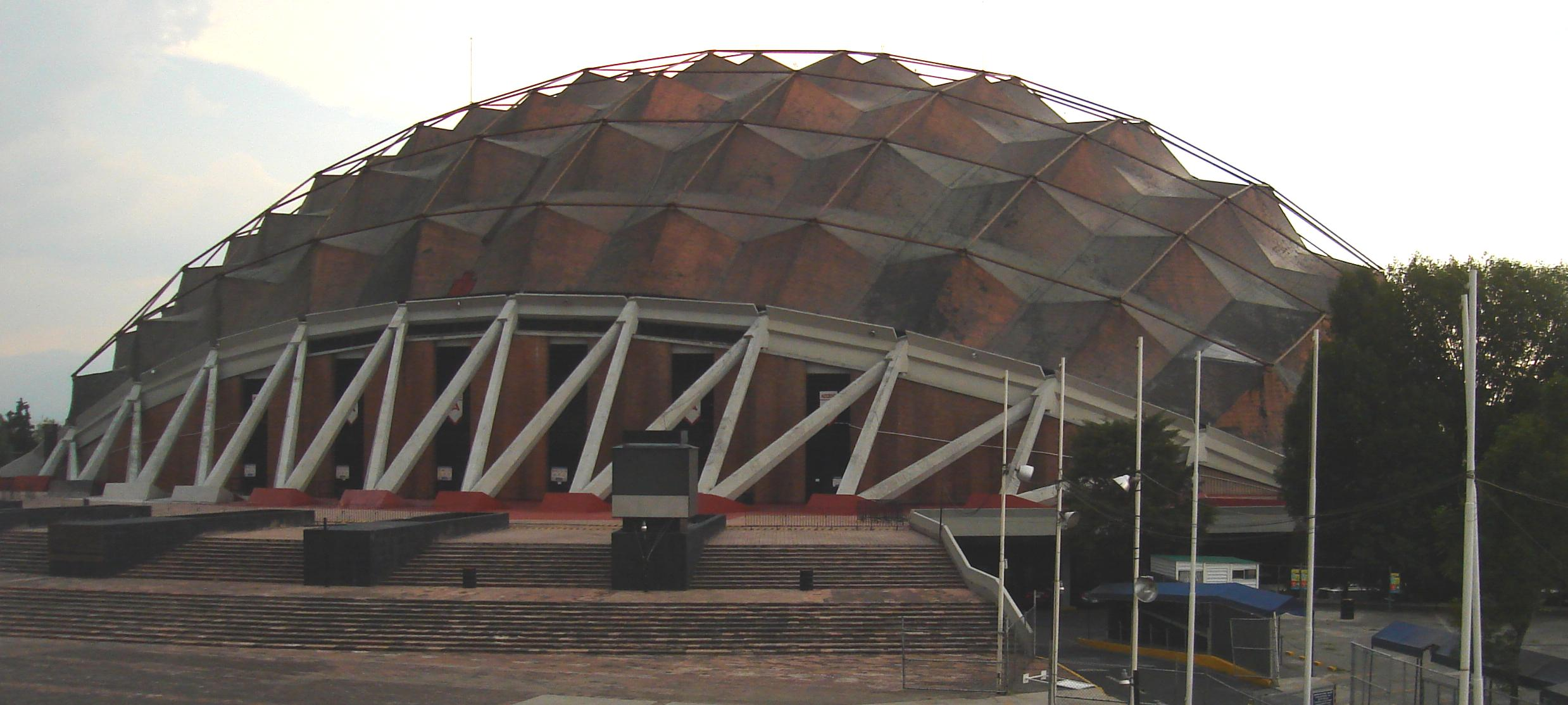
Palacio de los Deportes en el complejo deportivo de La Magdalena Mixhuca.

La biblioteca Digna Ochóa es una de las once bibliotecas de esta alcaldía, se encuentra ubicada en la colonia Gabriel Ramos Millán sección bramadero. Su horario de servicio es de lunes a domingo de 9:00 a. m. a 7:00 p. m.

#### Casas de Cultura
La alcaldía opera diez casas de cultura, cuya cobertura está restringida a las colonias donde se localizan, siendo bienvenidos vecinos de todas las colonias y demás demarcaciones territoriales  de la  Ciudad  de México o del Estado de México. De ellas la más importante es la de los Siete Barrios, que se localiza en el pueblo de Iztacalco. Una de estas casas de cultura lleva por nombre Las Jarrillas, la cual es fácil de ubicar sobre la avenida Plutarco Elías Calles y Sur 109, tiene incorporado un laboratorio eco-urbano llamado "ALAS", el cual también apoya al cultivo de plantas y flores sobre el camellón de la avenida Plutarco.
No existe ningún auditorio público. Sin embargo, funcionan como escenario de diversos eventos culturales --especialmente conciertos de música comercial--, el Palacio de los Deportes y el Estadio GNP Seguros (antes Foro Sol), dentro del Autódromo Hermanos Rodríguez, aunque ninguno de ellos es operado por el gobierno, sino que han sido concesionados a empresas privadas.
En la actualidad cuenta con el Faro Cultural y Recreativo Iztacalco, recinto cultural que se encuentra en la colonia Agrícola Oriental y que cuenta con un programa de exposiciones temporales de pintura y fotografía, programa de talleres, cine club y actividades de fin de semana, clases de pintura en cerámica todos los días de la semana, programación de grupos profesionales de teatro, danza, música y títeres.
Dentro de estas actividades se incluye un taller de fotografía gratuito impartido por fotógrafos profesionales al servicio de la alcaldía Iztacalco, donde se aprende desde hacer su propia cámara estenopeica hasta el manejo y edición de cámara y fotografía digital, sin olvidar la cámara tradicional de 35 mm.. Cuenta con trotapista, cancha de cachibol, cancha de basquetbol, pista de patinaje, biblioteca, sala de internet, sala de proyección de video, sala de lectura, área recreativa infantil, gimnasio al aire libre y un foro al aire libre techado con lonaria.
A partir del 2012 la alcaldía cuenta con un nuevo centro cultural llamado L.A.T.A (Laboratorio de Artes y Trabajo Alternativo). Se encuentra en la colonia Cuchilla Ramos Millán, cerca de la explanada de la alcaldía, y cuenta con diversas actividades culturales y artísticas como conciertos, cineclub, cursos, talleres y exposiciones.

### Vialidad
Iztacalco cuenta con una de las mejores redes viales de la Ciudad de México. Su límite norte es señalado por el eje del Viaducto Río de la Piedad, que atraviesa la Ciudad de México del poniente al oriente, y termina en la calzada Ignacio Zaragoza. Esta vía rápida conduce con rumbo al sureste hacia la autopista México-Puebla.
El límite oriente de la delegación lo constituye el Anillo Periférico y el Río Churubusco, una vía rápida que circunda la zona urbana de la Ciudad de México. Por el centro de la delegación pasa el Circuito Interior, construido sobre el lecho del río Churubusco.
En el poniente de la delegación, cerca del viejo pueblo de Iztacalco, se encuentra la colonia Viaducto Piedad la cual es comunicada por la avenida Plutarco Elías Calles y la Calzada de Tlalpan
A esta red de vital importancia por su rapidez y longitud, se debe sumar la presencia de varios ejes viales, cuya construcción dio inicio en la década de 1970.
El territorio de Iztacalco queda comprendido entre el Eje 3 Sur y el Eje 5 Sur, Eje 1 Oriente y Eje 5 Oriente, y el Eje 1 Norte

### Transporte
La columna vertebral del transporte en Iztacalco es el Sistema de Transporte Colectivo Metro de la Ciudad de México. Cinco líneas de la red atraviesan la delegación. De oriente a poniente corre la línea 9, cuya terminal oriental Pantitlán, tiene el paradero de autobuses urbanos y suburbanos más grande de la capital.
Además, es terminal de otras tres líneas, una de las cuales se dirige hacia el oriente por el territorio iztacalquense rumbo a Iztapalapa y La Paz. De norte a sur recorren Iztacalco las líneas 4 y 8. La primera de ellas tiene su terminal sur, en Santa Anita, cerca del límite con Iztapalapa, y la línea 2 que pasa por el límite entre esta alcaldía y la alcaldía Benito Juárez únicamente en la estación Viaducto.
El transporte público en Iztacalco es complementado por numerosas líneas de autobuses de las paraestatales capitalinas o de corporaciones privadas. Anteriormente contaba con cuatro líneas de Trolebús controladas por el Servicio de Transportes Eléctricos de la Ciudad de México.
Las líneas de trolebús en la demarcación eran:
- Línea 9: Circuito Villa de Cortés (restituida desde el 30 de enero de 2021 como Línea 9[12])
- Línea 2: Corredor Cero Emisiones "Eje 2 - 2A Sur" (actualmente conocida como Línea 2. A raíz del incendio en el PCCI del Metro, ofrece servicio desde Velódromo hasta Metro Pantitlán[13][14][15])

Debido a que Iztacalco es una demarcación de la Ciudad de México, no posee terminales propias para el transporte fuera de la Zona Metropolitana.
Para ello, es necesario hacer uso de alguna de las cuatro terminales de autobuses o del Aeropuerto Internacional de la Ciudad de México. Ninguna de estas instalaciones se encuentra en la demarcación.

#### Estaciones del Metro en Iztacalco

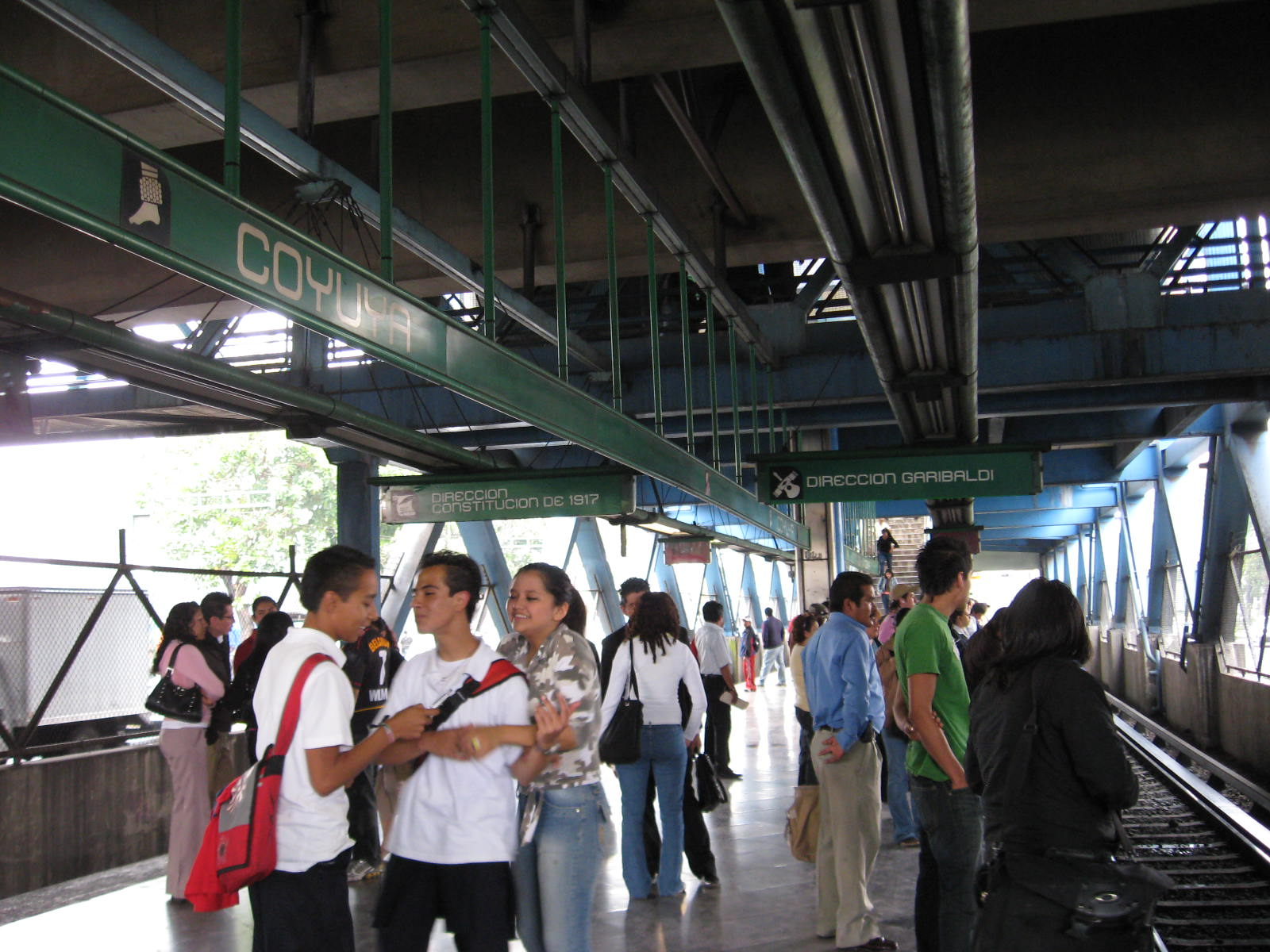
Estación Coyuya del Sistema de Transporte Colectivo (Metro) en la delegación Iztacalco

| Estación          | Línea |
| ----------------- | ----- |
| Viaducto          |       |
| Santa Anita       |       |
| Coyuya            |       |
| Iztacalco         |       |
| Velódromo         |       |
| Ciudad Deportiva  |       |
| Puebla            |       |
| Pantitlán         |       |
| Agrícola Oriental |       |
| Canal de San Juan |       |

### Metrobús
La línea que abarca a esta demarcación es la línea 2, con las estaciones: Andrés Molina Enríquez, La Viga, Coyuya, Canela, Tlacotal, Goma, Iztacalco, UPIICSA, El Rodeo, Río Frío. El servicio de esta línea dio inicio el 18 de diciembre de 2008. A raíz de la ampliación de la línea 5 de Metrobús, se construyó una nueva estación para esta ruta: Metro Coyuya, la cual permite un transbordo más rápido y seguro entre ambas líneas y tiene conexión con la Línea 8 del Metro.
Otra línea que también cruza Iztacalco es la línea 5. En agosto de 2017, se anunció su ampliación sobre Eje 3 Oriente - Francisco del Paso y Troncoso, Calzada del Hueso y Canal de Miramontes, cruzando por las demarcaciones territoriales de Venustiano Carranza, Iztacalco, Iztapalapa, Coyoacán y Tlalpan; posteriormente se cambió el trazo hasta Preparatoria 1, en Xochimilco, y cruza la avenida Cafetales, sube el distribuidor vial de Muyuguarda, continúa por la avenida del mismo nombre, avenida de La Noria y hasta llegar a la calle Prolongación Ignacio Aldama. La primera etapa de la ampliación, de San Lázaro a Las Bombas, fue entregada el 30 de agosto de 2020, pero fue abierta al público el 7 de septiembre del mismo año. Las estaciones ubicadas dentro de la demarcación son: Hospital General Troncoso, Metro Coyuya (Conexión con Línea 8 del Metro y 2 del Metrobús), Recreo, Oriente 116, Colegio de Bachilleres 3 (Conexión con Línea 8 del Metro y Línea 9 de Trolebús) y Canal de Apatlaco.
Este año se abrió la estación Calle 6 de la línea 4 hacia dirección Alameda Oriente esto debido por órdenes vecinales de la Agrícola Pantitlán.

### Oferta educativa
En Iztacalco se encuentra la Unidad Profesional Interdisciplinaria en Ingeniería y Ciencias Sociales y Administrativas (UPIICSA) del Instituto Politécnico Nacional, la segunda institución mexicana por su importancia en la educación superior. En esta institución se ofrecen estudios universitarios de ingeniería, informática y administración, donde también se pueden estudiar lenguas extrajeras como inglés, francés, japonés e italiano.
Así mismo, se tiene la ESEF (Escuela Superior de Educación Física) formadora de maestros normalistas en ese ámbito y también se tiene la Escuela Nacional de Entrenadores Deportivos, institución que forma licenciados en Entrenamiento Deportivo. De nivel medio superior (correspondiente al ciclo de bachillerato) son el Plantel 2 de la Escuela Nacional Preparatoria (UNAM), la Preparatoria Iztacalco, dependiente del Instituto de Educación Media Superior del Distrito Federal (IEMS-DF); el Plantel 3 del Colegio de Bachilleres Metropolitano; así como dos escuelas de formación técnica pertenecientes al DGETI tales como son el Centro de Estudios Tecnológicos, Industrial y de Servicios 31 y 76 de la Secretaría de Educación Pública del Gobierno Federal.
La oferta educativa de nivel medio superior en la alcaldía Iztacalco, Ciudad de México, es amplia y diversa, abarcando instituciones públicas y privadas que ofrecen tanto bachillerato general como técnico. Entre las escuelas públicas más destacadas se encuentran la Escuela Nacional Preparatoria No. 2 de la UNAM, el Colegio de Bachilleres Plantel 3, el IEMS "Felipe Carrillo Puerto", así como los planteles del CETis y CONALEP, que brindan formación técnica en áreas como administración, informática e industria. En el ámbito privado, existen opciones como el Instituto Isaac Newton, el Colegio Michelet de México y el Instituto Tecnológico Roosevelt, los cuales ofrecen programas académicos con enfoques específicos, servicios complementarios y, en algunos casos, incorporación a la UNAM.

#### Colegios privados
Colegios de sostenimiento privado de nivel preescolar a medio superior dentro de la alcaldía
- Cefarhu Iztacalco
- Colegio Beaumont
- Colegio Bilingüe Quetzal
- Colegio Michelet de México
- Colegio Skinner
- Instituto Cultural Ahatzin
- Instituto de Estudios Básicos Amado Nervo
- Instituto Guillermo Marconi
- Instituto María P. de Alvarado
- Universidad Insurgentes

### Atención Ciudadana
Se atiende a cualquier ciudadano que acuda a resolver un problema relacionado con uno o más de diversos rubros: legales, administrativos, laborales, de salud.

### Servicios de salud
Iztacalco posee cinco centros de salud, operados todos ellos por la Jurisdicción Sanitaria de Iztacalco, CS-TIII "José Soyaza" dependiente de la Secretaría de Salud del Distrito Federal (SS-DF) y se ubica en Corregidora n.º 135, esquina con Av. Plutarco Elías Calles, colonia Santa Anita, sitiado geográficamente junto la Unidad n.º 30 del Seguro Social, a la altura de la estación del Metro Coyuya.
Los servicios de los centros de salud son gratuitos en los términos considerados en la legislación vigente en materia de salud en la Ciudad de México. La gratuidad del servicio incluye la consulta y el abasto de algunos medicamentos. Los centros de salud pueden canalizar a sus pacientes a los hospitales públicos en los casos que lo requieran.
Por su parte, el Instituto Mexicano del Seguro Social (IMSS) opera un hospital general de zona en la delegación, es la unidad No.30, y de igual forma está ubicada en Av. Plutarco Elías Calles antes de llegar a la Jurisdicción Sanitaria de Iztacalco, pero solo presta sus servicios a trabajadores asegurados o personas que se hayan afiliado al sistema de Seguro Popular.
En Av. México y calle 2  Col. Pantitlán se encuentra la Unidad de Medicina Familiar # 34 del IMSS, la cual cuenta con los siguientes servicios: consulta familiar, laboratorio clínico , enfermera materno infantil, medicina del trabajo, planificación familiar medicina preventiva, dental y con trabajo social.
Estos establecimientos prestan atención médica de nivel primario, aunque no pueden recibir casos de urgencia o que requieran hospitalización.
Dentro de la demarcación, Ubicado en Av. Coyuya y Terraplén de Río Frío, sin número, col. la Cruz se encuentra también el Hospital Pediátrico Iztacalco, de la Red hospitalaria de la Secretaría de Salud del Gobierno del Distrito Federal, considerado como unidad de Atención de segundo nivel, en este se atienden Urgencias médicas las 24 horas, contando con las áreas de especialización en Ortopedia Pediátrica, Oftalmología, Dental, Urología, Nefrología y recientemente Neonatología, proporcionando atención integral complementaria con rehabilitación física, Inhalo terapia, cirugía pediátrica, Pediatría General, entre otras.

### Centro de Asistencia e Integración Social
Dentro de la Delegación se encuentra el C.A.I.S. Coruña Niños (Centro de Asistencia e Integración Social), en el cual el Gobierno de la Ciudad de México ofrece atención a niños, niñas y jóvenes en situación de calle, depende del Instituto de Asistencia e Integración Social (IASIS), que es una Dirección General de la Secretaría de Desarrollo Social (SEDESOL).
Es un centro filtro que trabaja las 24 horas del día, los 365 días del año, recibe a niños y jóvenes de 13 a 21 años, que se encuentran en situación de calle y tienen problemas de adicción.
Proporciona servicios asistenciales como son, albergue, alimentos, ropa, agua caliente para baño, etc., también ofrece apoyo de áreas como trabajo social, tutoría, psicología, servicio médico, enfermería, educación así como estación de desintoxicación (cabe mencionar que todos los servicios son gratuitos).
Se trabaja de manera directa con los niños y jóvenes, en la elaboración de un plan de vida, así como el desarrollo de actividades tendientes a lograr una estabilidad en todos los aspectos.
Se llevan a cabo actividades que les permitan reforzar el compromiso de independencia, dentro y fuera del Centro, con un horario establecido, cumpliendo con las normas y reglas de convivencia, también participan en actividades organizadas que les permitan establecer relaciones sociales.

### Áreas verdes
Debido a que la mayor parte de su suelo pertenece a la mancha urbana de la Ciudad de México, Iztacalco presenta una gran carencia de parques o jardines públicos. El mayor espacio verde de la delegación es la Ciudad Deportiva Magdalena Mixiuhca, un espacio reforestado de eucaliptos que alberga numerosas instalaciones deportivas.
La colonia Agrícola Oriental (oriente, en el límite con Iztapalapa) posee además un parque ecológico que también sirve como escuela de educación ambiental. Su superficie no rebasa la hectárea.
En esta misma colonia cuenta con una alberca semiolímpica que da servicios a la comunidad en general, en un horario amplio y flexible de acuerdo a las actividades individuales de los usuarios. El rango de edad para ser aceptado es mínimo 6 años. Cuenta con profesores capacitados y niveles de colocación desde principiantes hasta avanzados y equipos que representan a la misma en diferentes competencias a nivel zona y Ciudad de México Dentro del mismo sitio donde se ubica se encuentra un espacio recreativo infantil, cancha de fútbol, kiosco para reuniones y un pequeño centro cultural.
El domingo 20 de febrero de 2005 se inauguró el parque Ex Lago Infonavit, que tuvo una inversión de 8 millones 400 mil pesos, informó Armando Quintero Martínez, entonces Jefe Delegacional.
El parque, con una extensión de 21 mil 681 metros cuadrados, cuenta con áreas para niños, jóvenes y adultos mayores. Tiene una pista de patinaje, canchas de tenis y cachibol. Además cuenta con áreas en las que se impartirán talleres de artes plásticas para menores de ocho años.
La fuente que se instaló es una obra que permite rescatar una zona de Iztacalco que había estado abandonada durante años.

## Economía
Iztacalco es la segunda delegación política con mayor número de establecimientos industriales en la Ciudad de México. Se concentran especialmente en un fraccionamiento conocido como Granjas México, localizado entre la cabecera delegacional y la Ciudad Deportiva.
Es muy importante citar que, en la colonia Agrícola Oriental se encuentran fábricas dulceras, alimenticias, industriales y farmacéuticas, siendo ésta la mayor presencia de ese tipo en la Ciudad de México, además de la colonia Vallejo en la alcaldía Azcapotzalco; así mismo, aquí se encuentran algunas empresas con alto prestigio en el mercado, aparte de empresas pequeñas y menores.

### Comercio
Se estima que el abasto existente dentro de la delegación satisface las necesidades con 16 mercados públicos y 9 concentraciones comerciales, con un total de 3,985 locatarios, que representan un promedio de 1.8 mercados y 89 locatarios por cada 10,000 habitantes. Además existen 11 tianguis y 4 mercados sobre ruedas que se establecen en diferentes días de la semana dentro del área de la delegación. La cercanía con la Central de Abastos es un factor importante para Iztacalco en el abasto y comercio, aun así, se necesita de un mercado en las colonias Santa Anita y Granjas México.
Algunos comercios se encuentran en la colonia Gabriel Ramos Millán y las unidades picos 1, así como el famoso tianguis de Apatlaco que va desde el eje 3 oriente (Francisco del Paso y Troncoso) hasta la Calzada de la Viga. Incluyendo dentro de este recorrido un mercado y una zona comercial de Outlet´s.

## Demografía
La población de Iztacalco es mayoritariamente de clase media-alta a clase baja y con núcleos socioeconómicos de clase alta (Colonia Militar Marte y Reforma Iztaccíhuatl Norte) y media-alta (Colonia Viaducto Piedad, y Reforma Iztaccíhuatl Sur).

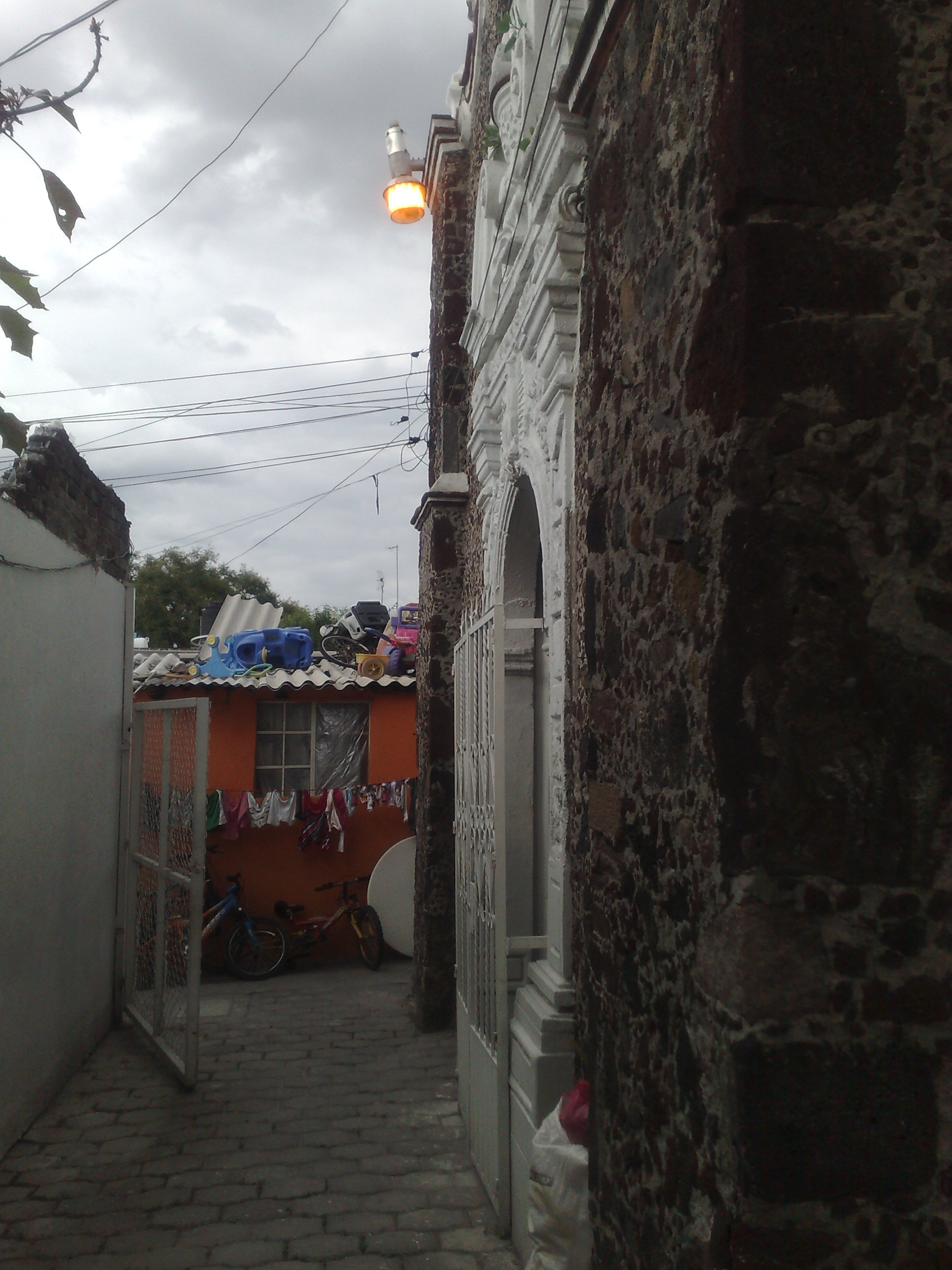
La densificación de población de clase baja tiene encerrada a la ermita de la Asunción, monumento catalogado por el INAH, en un espacio apenas accesible

Según el censo del año 2000, la población es de 411 mil 321 personas, de las cuales, 215 mil 321 son mujeres y 196 mil son hombres, lo que representa el 4.77% de la población total del Distrito Federal. Sin embargo en el último Conteo de Población y Vivienda del 2010 INEGI registro una población total de 112, 336,538 de los cuales 54, 855,231 eran hombres y 57, 481,307 mujeres.
Su densidad de población es de 17 mil 884 hab/km², índice superior en 365 veces al promedio nacional y 2.1 veces más alto que el del Distrito Federal.

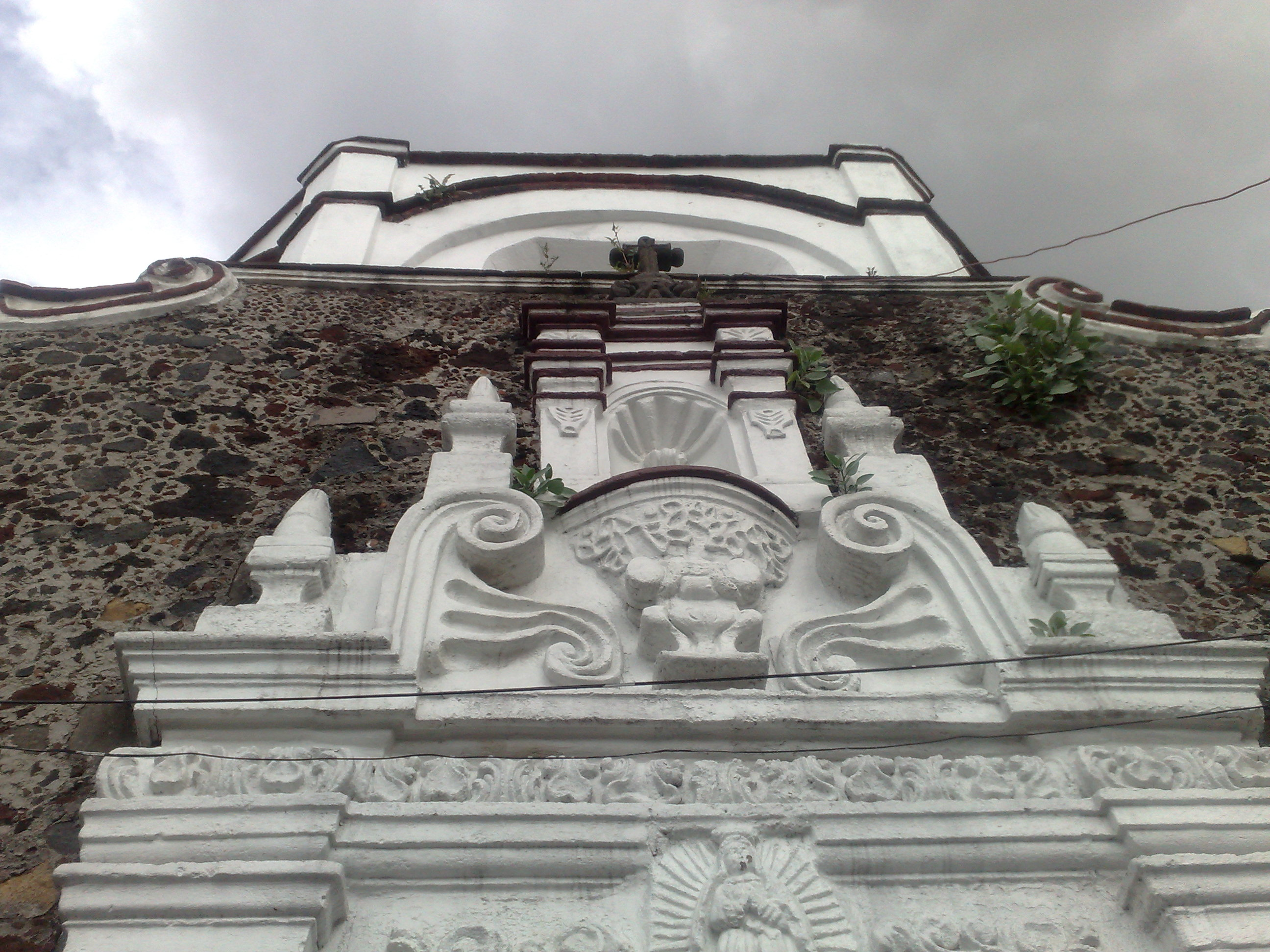
Detalle de la fachada de la ermita de la Asunción, centro de Iztacalco

La tasa de crecimiento de la población muestra una tendencia negativa. En el lustro de 1990 a 1995, la población decreció a una tasa de -1.19 %. Para el siguiente lustro, 1995-2000, la población se redujo en 8 mil 265 personas. En total, en la década 1990-2000, el crecimiento fue de -0.9%
El 25.53% de la población (103 mil 506) tiene entre 0 y 14 años de edad; 67.61% (274 mil 047), se encuentra en el rango de 15-64 años y 6.84% (27 mil 745), tiene 65 años o más. Actualmente se está dando un proceso de cambio hacia una población de mayor edad: en 1980, la edad mediana era de 16 años, mientras que en 2000 es de 27 años, igual a la del Distrito Federal.

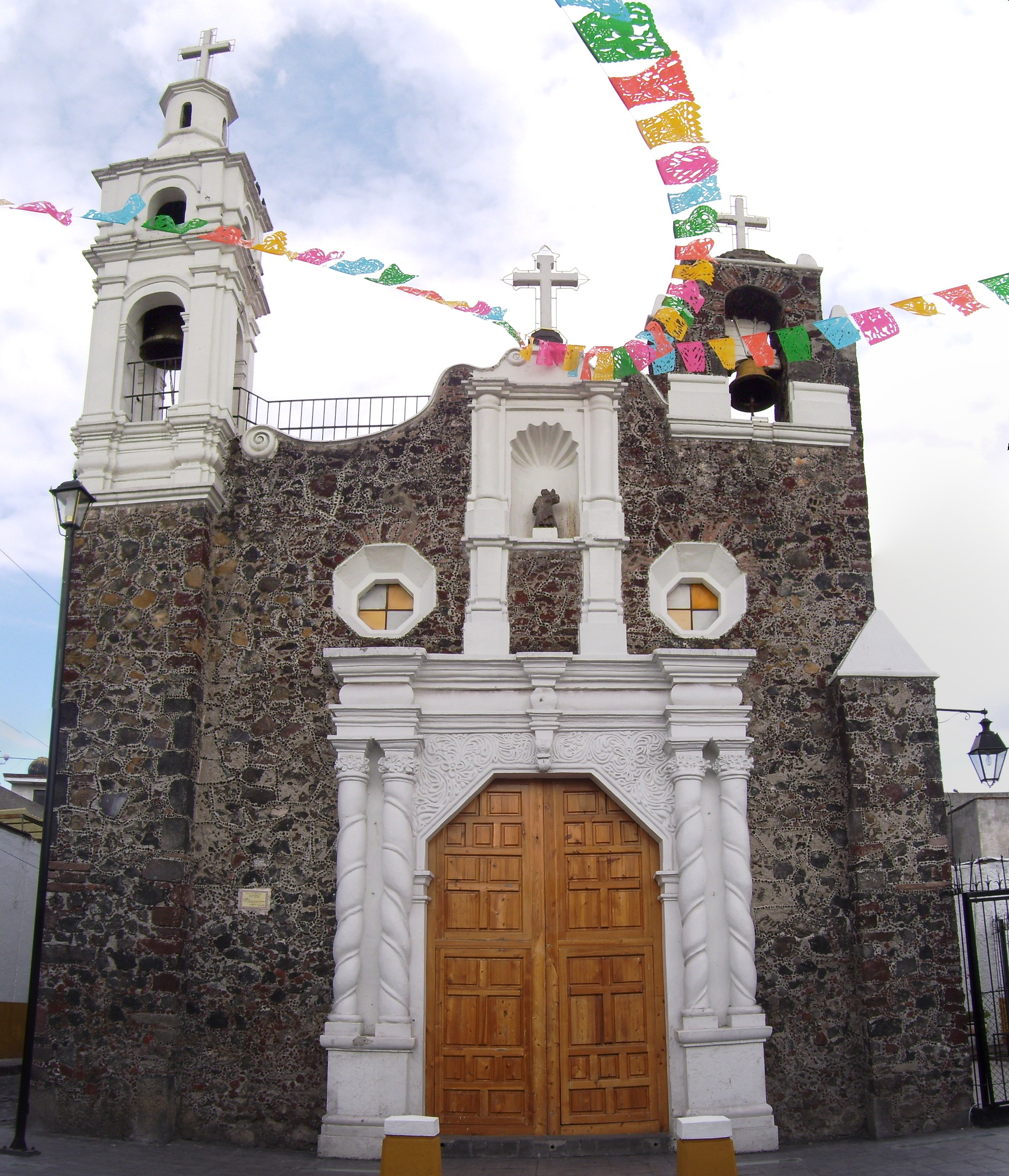
Capilla de la Santa Cruz, centro de Iztacalco

La tasa de fecundidad global del año de 1999 para la Delegación Iztacalco fue de 1.9, la séptima más baja del Distrito Federal, y de 2.11 en el año 2000. Esto significa que al final de su vida reproductiva, cada mujer tiene en promedio 2 hijos.
Entre 1990 y 1999, la tasa bruta de natalidad disminuyó de 35.6 nacimientos por cada mil habitantes a 25.2.
La población femenina de 12 años y más representa un total de 170 mil 975 personas. En este grupo, entre enero de 1999 y febrero del 2000 se registró el nacimiento de 8 mil 151 hijos vivos. De estos, 6 nacimientos fueron de niñas entre 12 y 14 años y 880 nacimientos fueron de adolescentes entre 15 y 19 años. Con estas cifras se observa una tasa de embarazo adolescente de 10.86%, cifra relativamente menor a la que se registra en el Distrito Federal, que es de 11.3%.
De las mujeres mayores de 12 años, 15 mil 580 (9.2%) viven en unión libre; 47 mil 470 (28.05%) están casadas civil y religiosamente; 16 mil 867 (9.96%) están casadas solo por el civil; 1,099 (6.4%) están casadas solo religiosamente; 14 mil 064 (8.3%) son viudas, 4 mil 094 (2.41%) son divorciadas, 9 mil 205 (5.43%) están separadas y 60 mil 591 (35.8%) son solteras.
Las tres primeras causas de muerte en 2001 fueron las enfermedades del corazón, con una tasa de 102.7 defunciones por cada cien mil habitantes, la diabetes mellitus, con 101.5, y los tumores malignos, con 80.6.
La tasa de crecimiento natural, determinada por las tasas de natalidad y mortalidad, disminuyó de 3.0 en 1990 a 1.9 en 2000.

### Datos demográficos
- Esperanza de vida: 76 años para las mujeres y 72 años para los varones.
- Matrimonios registrados en la delegación en 1999: 3 mil 004.
- Divorcios registrados en la delegación en 1999: 99.
- Divorcios administrativos (por común acuerdo de la pareja): 99.
- Personas que hablan alguna lengua indígena: 5 mil 389 (náhuatl y zapoteco, principalmente).
- Población económicamente activa: 175 mil 568
- Casas particulares: 44 mil 353

En cuanto a la religión de la población de 5 años y más, el 90.42% afirma ser católica, 3.9% protestante o evangélica, 3.15% de otra iglesia evangélica, 2.7% sin religión y 1% testigo de Jehová.
Iztacalco ocupa el noveno lugar entre las delegaciones por cantidad de personas en condiciones de marginalidad: 132 mil 549 personas sufren algún grado de marginalidad, lo que corresponde al 32.2% de su población y al 4.6% del total de la población marginada del Distrito Federal. El número de hogares con este problema se eleva a 31 mil 335, los cuales están concentrados en 25 mil 592 viviendas.
De acuerdo con el grado de marginación, Iztacalco tiene una proporción de 0.8% de personas (1,044) que viven en condiciones de muy alta marginalidad, y el 13.4% vive en condiciones de alta marginalidad, los porcentajes más bajos del Distrito Federal.
En contraste, el 85.8% de la población marginada padece un grado medio de marginación, el más alto del Distrito Federal.